# Arrondissement Caen
Arrondissement Caen je francouzský arrondissement ležící v departementu Calvados v regionu Normandie. Jeho území je dále rozděleno do 20 kantonů (některé z nich zasahují částečně i do okolních arrondissementů), které jsou tvořeny jednotlivými obcemi.

## Kantony
- Aunay-sur-Odon (částečně)
- Bayeux (partly)
- Bretteville-l'Orgueilleuse (částečně)
- Cabourg (částečně)
- Caen-1
- Caen-2
- Caen-3
- Caen-4
- Caen-5
- Condé-sur-Noireau (částečně)
- Courseulles-sur-Mer (částečně)
- Évrecy
- Falaise
- Hérouville-Saint-Clair
- Ifs
- Livarot (partly)
- Mézidon-Canon (částečně)
- Ouistreham
- Thury-Harcourt
- Troarn (částečně)